# Муданьцзян
Муданьцзян (кит. упр. 牡丹江, пиньинь Mǔdānjiāng) — городской округ в провинции Хэйлунцзян КНР на реке Муданьцзян. Расположен в 381 км от Владивостока.

## Этимология
Название городского округа является переводом на китайский язык маньчжурского словосочетания «Мудань ула». Маньчжурское слово «мудань» означает «кривой, извилистый», а «ула» — это «река», таким образом название городского округа означает «Извивающаяся река».

## История
На территории, ныне входящей в городской округ Муданьцзян, издавна жили различные племена (от родственных корейцам пуёских народов до предков современных маньчжуров). Первым государством на территории района можно считать Царство Пуё. Пуё было вассализировано Когурё. Когурё и Пуё подверглись нападениям со стороны набирающей силу Уцзи (Мохэ, 勿吉, 물길) в 494, после чего Пуё стало частью земель тунгусских народов.
Во времена существования в Китае империи Тан здесь было государство Бохай, которое в 926 году завоевали кидани. После территория была в составе Империи Цзинь. В XIII веке вошла в состав Монгольской Империи и Империи Юань. После образования империи Мин на этих землях стали учреждаться различные китайские административно-территориальные единицы. Но власть империи Мин на этих территориях была номинальной, фактически власть была у местных чжурчженьских кланов (Цзяньчжоу), которые в 16-м веке создали Империю Цин и начали завоевание Китая.
В цинскую эпоху одним из важнейших центров Маньчжурии стала Нингута, расположенная на территории нынешнего городского округа Муданьцзян (современный городской уезд Нинъань). После завоевания Китая маньчжурами для контроля над северо-восточными землями с 1662 года был назначен цзянцзюнь с резиденцией в Нингуте. С 1757 года ставкой цзянцзюня стала крепость Гирин, а в Нингуте разместился подчинённый ему фудутун.

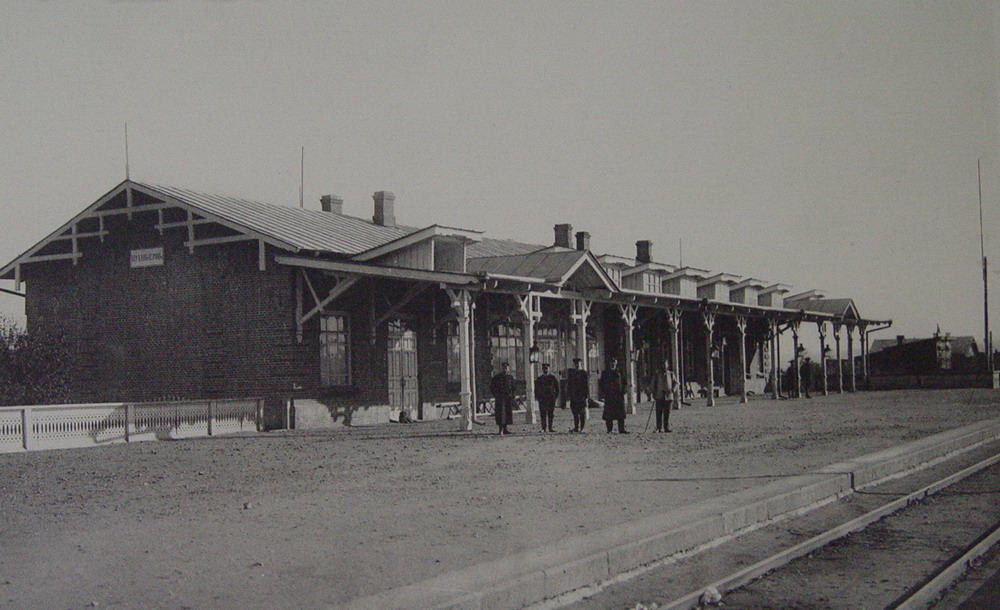
Железнодорожная станция Муданьцзян в начале 1900-х гг.

Толчок к экономическому развитию территории дало строительство КВЖД в начале XX века. С 1907 года Маньчжурия стала переводиться с системы военного управления на систему гражданского управления: цзянцзюни стали губернаторами провинций, были ликвидированы фудутунства, стали учреждаться управы и уезды.
После Синьхайской революции 1911 года территория стала подконтрольна Фентяньской клике — маньчжурская группировка китайских милитаристов.
В 1929—1931 годах на территории будущего района частично был установлен анархо-коммунизм в так называемой «Корейской народной ассоциации в Маньчжурии» (КНАМ). Муданьцзян стал столицей ассоциации. Корейская анархистская федерация (КАФ), основанная в 1929 году, пустила глубокие корни среди 2 миллионов корейцев в Маньчжурии. Ассоциация образовалась в результате тесного сотрудничества Корейской анархистской федерации в Маньчжурии (КАФМ) и Корейской анархо-коммунистической федерации (КАКФ). КНАМ был частью «движения автономных деревень», в которой корейские анархисты и националисты ориентировались на удовлетворение материальных потребностей людей и друг друга. Первоначально националисты и анархисты были раздельно, но сошлись в форме «без правил», где социальная организация была основана на индивидуальной свободе и взаимопомощи.
Ассоциация не прожила долго, в 1931 году Маньчжурия была оккупирована японскими войсками, а в 1932 году было образовано марионеточное государство Маньчжоу-го. 1 июля 1937 года в Маньчжоу-го была создана провинция Муданьцзян, состоящая из уездов Нинъань, Мулин, Дуннин, Мишань и Хулинь. 1 декабря 1937 года был официально создан город Муданьцзян, ставший ещё одной административной единицей провинции Муданьцзян.
В 1945 году в августе Маньчжурия была освобождена Красной армией в рамках Второй Мировой войны и советско-японской войны. Далее передана китайским коммунистам.
После войны правительство Китайской республики приняло программу нового административного деления Северо-Востока, однако она так и не была воплощена в жизнь из-за возобновления гражданской войны. После капитуляции Японии территория Муданьцзяна стала одним из опорных пунктов Коммунистической партии Китая. В апреле 1946 года решением КПК здесь была образована провинция Суйнин (绥宁省), которая в октябре 1946 года была преобразована в Специальный район Муданьцзян (牡丹江专区). В августе 1947 года специальные районы Муданьцзян и Дунъань были объединены в провинцию Муданьцзян (牡丹江省). В июле 1948 года решение о создании провинции Муданьцзян было отменено, и эти земли вошли в состав провинции Сунцзян. В 1954 году провинция Сунцзян была присоединена к провинции Хэйлунцзян.
В феврале 1956 года правительство Хэйлунцзяна образовало Специальный район Муданьцзян (牡丹江专区), однако в 1968 году, после начала Культурной революции, специальный район был объединён с городом и передан под власть Муданьцзянского революционного комитета. В 1973 году, по окончании Культурной революции, структуры управления городом и специальным районом разделились вновь. В октябре 1983 года Госсоветом КНР был образован городской округ Муданьцзян, объединивший в себе бывшие город Муданьцзян и Специальный район Муданьцзян.
В 1992 году городской уезд Мишань был передан городскому округу Цзиси, а в 1993 году городскому округу Цзиси был передан уезд Хулинь.

## Административно-территориальное деление
Городской округ Муданьцзян делится на 4 городских района, 5 городских уездов и 1 уезд:
|    |                |           |           |              |                        |               |                            |
| #  | Статус         | Название  | Иероглифы | Пиньинь      | Население (2003 прим.) | Площадь (км²) | Плотность населения (/км²) |
| 1  | Район          | Айминь    | 爱民区    | Àimín qū     | 230 000                | 359           | 641                        |
| 2  | Район          | Дунъань   | 东安区    | Dōng'ān qū   | 180 000                | 566           | 318                        |
| 3  | Район          | Янмин     | 阳明区    | Yángmíng qū  | 160 000                | 358           | 447                        |
| 4  | Район          | Сиань     | 西安区    | Xī'ān qū     | 210 000                | 325           | 646                        |
| 5  | Городской уезд | Мулин     | 穆棱市    | Mùlíng shì   | 330 000                | 6094          | 54                         |
| 6  | Городской уезд | Суйфэньхэ | 绥芬河市  | Suífēnhé shi | 60 000                 | 427           | 141                        |
| 7  | Городской уезд | Хайлинь   | 海林市    | Hǎilín shì   | 440 000                | 9877          | 45                         |
| 8  | Городской уезд | Нинъань   | 宁安市    | Níng'ān shì  | 440 000                | 7870          | 56                         |
| 9  | Городской уезд | Дуннин    | 东宁市    | Dōngníng shì | 210 000                | 7368          | 29                         |
| 10 | Уезд           | Линькоу   | 林口县    | Línkǒu xiàn  | 450 000                | 7191          | 63                         |

## Население

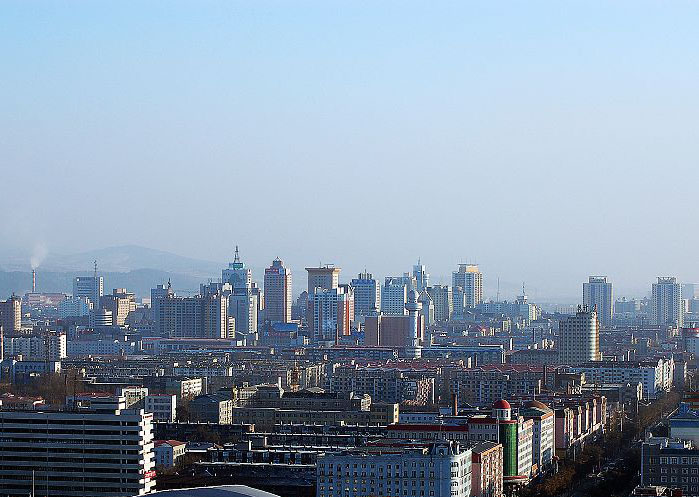
Центр Муданьцзяна

Согласно переписи 2000 года, в Муданьцзяне проживали представители следующих национальностей:
| Национальность | Количество | Доля    |
| -------------- | ---------- | ------- |
| Хань           | 2 452 028  | 91,34 % |
| Корейцы        | 120 363    | 4,48 %  |
| Маньчжуры      | 99 286     | 3,7 %   |
| Хуэй           | 7571       | 0,28 %  |
| Монголы        | 3888       | 0,14 %  |
| Сибо           | 244        | 0,01 %  |
| Чжуаны         | 147        | 0,01 %  |
| Прочие         | 968        | 0,04 %  |

## Экономика
В округе развита химическая, фармацевтическая, деревообрабатывающая, бумажная, пищевая промышленность, производство строительных материалов. Имеется гидроэлектростанция мощностью 550 тыс. кВт, крупнейшая на северо-востоке Китая.

## Транспорт
Через город проходят национальные шоссе 201 и 301. Действует аэропорт. Планируется строительство нового аэропорта в Суйфэньхэ.
В августе 2021 года введена в эксплуатацию высокоскоростная железная дорога Муданьцзян — Цзямусы протяженностью в 370 км. Проектная скорость движения поездов по ней составляет 250 км в час. На линии расположено семь станций.

## Достопримечательности
- На территории городского округа Муданьцзян находится озеро вулканического происхождения Цзинбо и Подземный лес, произрастающий в бывшем кратере.
- Мемориал восьми мучениц, погибших в реке (кит. 八女投江).
- Памятник советским воинам, погибшим в боях за освобождение Китая от японских захватчиков в годы Второй мировой войны. Открыт в 2016 году в парке «Чунъинъюань»[5].

## Города-побратимы
- Уссурийск, Россия
- Муниципалитет Мосман, Австралия
- Пхаджу, Южная Корея
- Оцу, Япония
- Ювяскюля, Финляндия
- Потсдам, Германия
- Полоцк, Беларусь

## Галерея

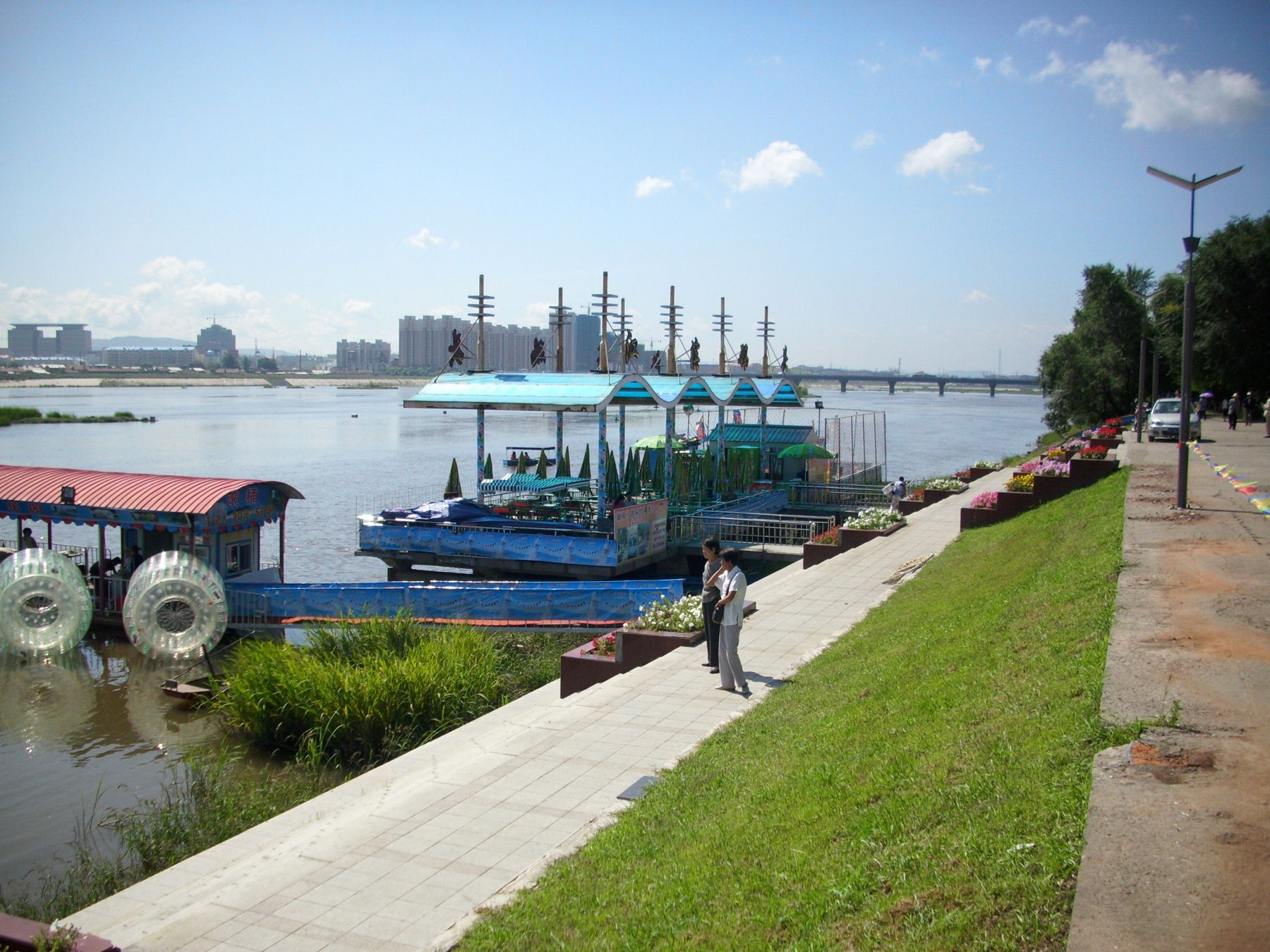
Вдоль реки Мудань
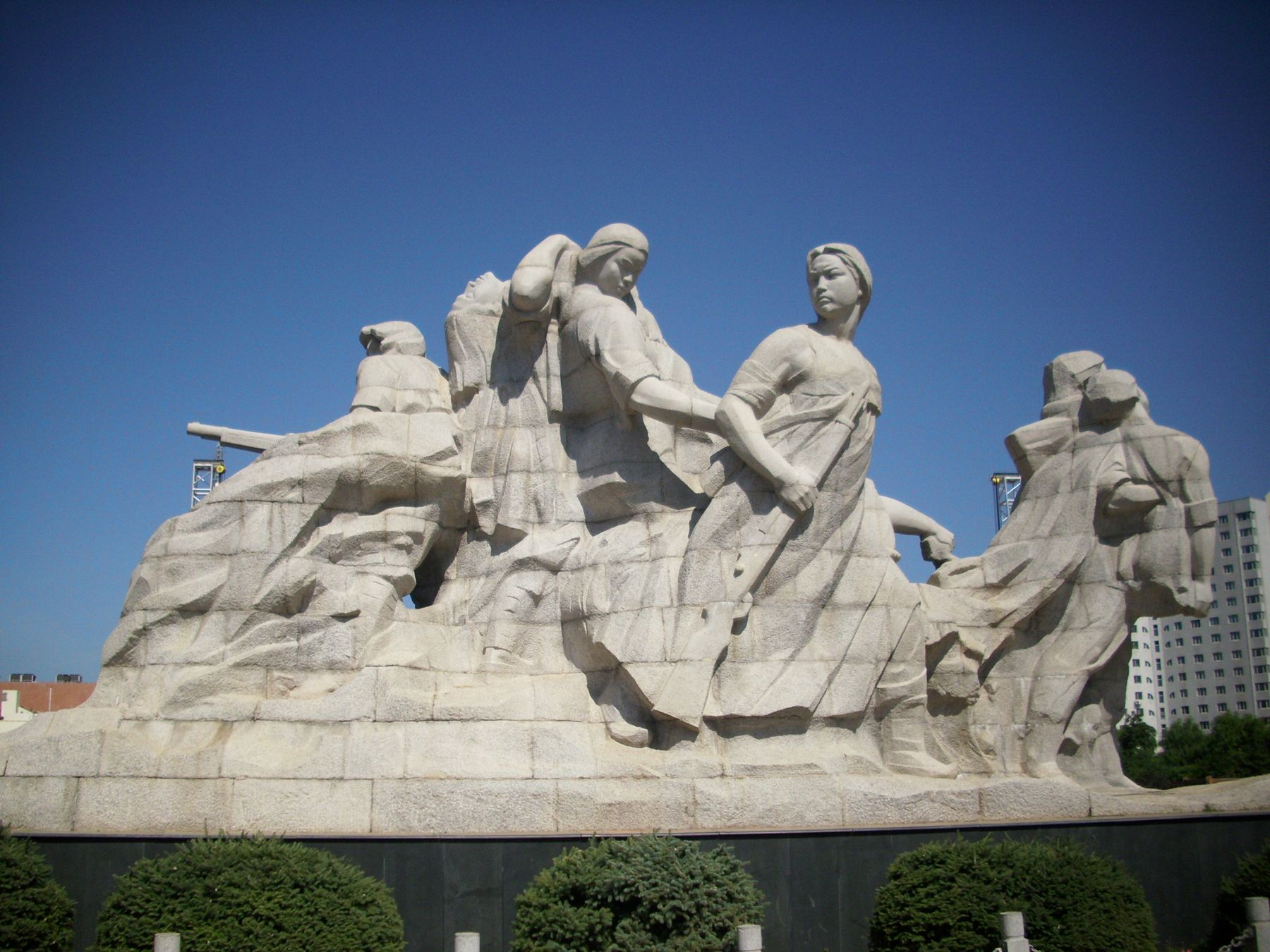
Монумент женщинам, погибшим на войне
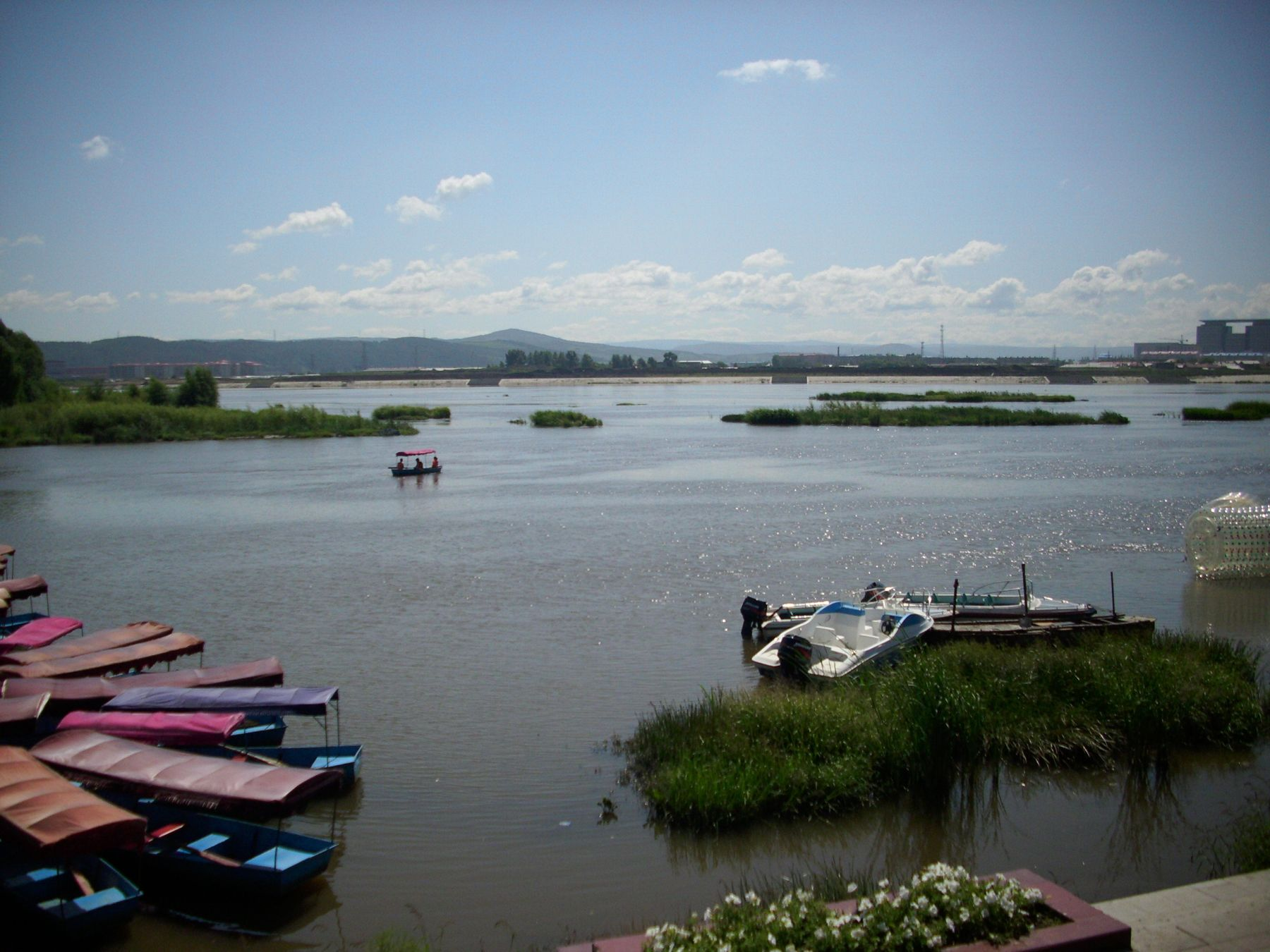
Панорамный вид на реку